# Гюнтер Керн
Гюнтер Керн (нім. Günther Kern) — німецький військовий чиновник, генерал-інтендант вермахту.

## Нагороди
- Залізний хрест 2-го класу
- Почесний хрест ветерана війни з мечами
- Медаль «За вислугу років у Вермахті» 4-го і 3-го класу (12 років; 2 жовтня 1936)  отримав 2 нагороди одночасно.
- Хрест Воєнних заслуг 2-го і 1-го класу з мечами